# Acipenser schrenckii
Acipenser schrenckii är en art av familjen störfiskar som finns i Amurfloden på gränsen mellan Ryssland och Kina.  

## Utseende
Som alla störar är arten en avlång fisk med hajliknande kropp utan fjäll och en mun placerad på undersidan av huvudet. I stället för fjäll har kroppen 5 rader benplåtar. Ryggfenan har mellan 38 och 53 mjukstrålar, analfenan 20 till 32. Nosen är relativt kort och trubbig. Den har två färgtyper: En vanligare, grå, och en mera sällsynt, brun. Undersidan är i båda fallen blek. Framför munnen, rätt nära denna, har den 4 fransiga skäggtömmar. Arten kan bli3 m lång och väga 190 kg.

## Vanor
Acipenser schrenckii är en anadrom fisk som främst går upp i flodernas sörvatten för att leka; större delen av sitt liv tillbringar den i brackvattnet i Amurflodens mynning. Den går emellertid inte ut i det egentliga havet. Födan består av vattenlevande insektslarver, kräftdjur och småfisk. Som mest kan arten bli 65 år gammal.

### Fortplantning
Hanen blir könsmogen vid en ålder av 7 till 8 år, honan vid 9 till 10. Arten leker vart 4:e till vart 7:e år, då de på hösten vandrar upp för floden till områden nära lekplatserna där de övervintrar. Under maj till juni, när vattentemperaturen nått 15º till 20º C sker den egentliga leken i starkt strömmande vatten över grus- eller blandad grus- och sandbotten.

## Utbredning
Arten lever endast i Amurfloden med dess biflöden, inklusive mynningsområdet. Obekräftade uppgifter finns dock att den även skulle förekomma i Japanska havet.

## Status
Acipenser schrenckii är klassificerad som akut hotad ("CR", unterklassificering "A2bd") av IUCN, och beståndet minskar. Främsta hotet är överfiske, inklusive illegalt sådant. Vattenföroreningar i floden har ytterligare förvärrat situationen.